# Lithacodia clandestina
Lithacodia clandestina är en fjärilsart som beskrevs av Turner 1909. Lithacodia clandestina ingår i släktet Lithacodia och familjen nattflyn. Inga underarter finns listade i Catalogue of Life.